# Campsiandra aymardii
Campsiandra aymardii là một loài thực vật có hoa trong họ Đậu. Loài này được Stergios miêu tả khoa học đầu tiên năm 1996.